# Lamprocabera
Lamprocabera là một chi bướm đêm thuộc họ Geometridae.